# 能満寺 (練馬区)
能満寺（のうまんじ）は、東京都練馬区にある真言宗豊山派の寺院。

## 概要
江戸時代初期、源心（1653年寂）によって開山された。
明治時代の廃仏毀釈で、住職不在の時期があったため、寺に伝わる古文書を失っている。
門前には、「千川地蔵」などの地蔵菩薩像が数多くあるが、これらは元々あったものではなく、諸般の事情で当寺の門前に移したものである。
また1947年（昭和22年）まで、練馬区区域は板橋区だったこともあり、「板橋七福神の寿老人」が安置されている。

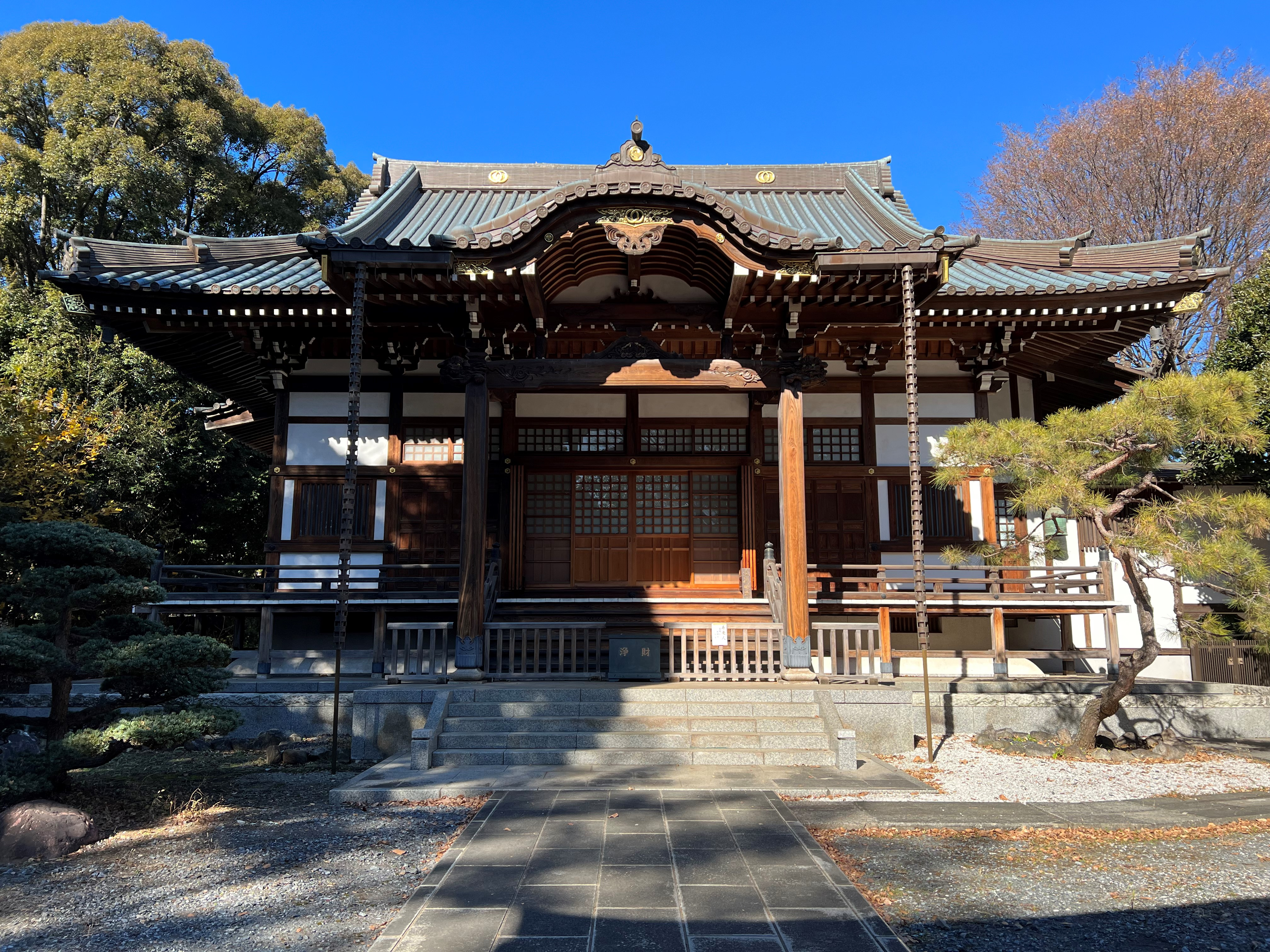
本堂

## 交通アクセス
- 江古田駅より徒歩8分。